# Мала Градуса
Мала Градуса је насељено место у општини Суња, у Банији, Сисачко-мославачка жупанија, Република Хрватска.

## Историја
До нове територијалне организације налазила се у саставу бивше велике општине Сисак. Мала Градуса се од распада Југославије до августа 1995. године налазила у Републици Српској Крајини.

### Други свјетски рат
У Петрињском срезу из села Мале Градусе покренуто је 36, а из села Блињски Кут 80 породица. На њихова имања насељени су Хрвати из Загорја.

## Становништво
На попису становништва 2011. године, Мала Градуса је имала само 20 становника.

## Попис 1991.
На попису становништва 1991. године, насељено место Мала Градуса је имало 138 становника, следећег националног састава:
| Националност       | 1991.        |
| Срби               | 129 (93,47%) |
| Хрвати             | 2 (1,44%)    |
| Југословени        | 3 (2,17%)    |
| остали и непознато | 4 (2,89%)    |
| Укупно             | 138          |

## Познате личности
- Небојша Деветак (1955–2017), српски песник